# Rio Pardinho
Der Rio Pardinho ist ein Wasserlauf im brasilianischen Bundesstaat Rio Grande do Sul. Der Fluss ist 107 km lang und mündet in den Rio Pardo.
Er entspringt im Grenzgebiet der Gemeinden Gramado Xavier und Boqueirão do Leão und mündet in den Rio Pardo. Mit einer Länge von 107 km und einem Höhenunterschied von 704 m gehört er zum Einzugsgebiet des Rio Pardo.
Der Rio Pardinho ist die Hauptwasserquelle der Gemeinde Santa Cruz do Sul, versorgt auch die Gemeinde Sinimbu und entwässert mehrere andere Gemeinden. Der Fluss weist neben der Austrocknung in Trockenperioden mehrere Verschmutzungspunkte unterschiedlicher Herkunft auf.